# I Could Stay
«I Could Stay» es una canción de la cantante y rapera canadiense Kreesha Turner, escrito junto a Erika Nuri & Greg Ogany y publicada el 24 de octubre de 2011.
La canción recibió rotación radial por casi dos meses antes de que fuese lanzada oficialmente en iTunes. El sencillo en iTunes solo contiene la versión "Radio Edit" de la canción, al igual que los anteriores sencillos de Kreesha. "I Could Stay" fue notado con referencia y sonido similares al de Runaway de Janet Jackson.

## Vídeo musical
El vídeo musical se estrenó el canal oficial de Kreesha de VEVO, el 15 de noviembre de 2011, el mismo día que el álbum Tropic Electric era lanzado. El vídeo fue filmado en Jamaica, ya que Kreesha quería capturar la belleza de la ciudad. Los elementos del vídeo, como la escena en el cual Kreesha se balancea a través del agua, fue filmado en la lluvia, debido al tiempo límite puesto en la producción.

## Posicionamiento
| Listas (2011)             | Posición |
| ------------------------- | -------- |
| Canadá (Canadian Hot 100) | 59       |